# Hàm phân phối tích lũy
Trong lý thuyết xác suất, hàm phân phối tích lũy (Tiếng Anh: Cumulative distribution function hay viết tắt CDF) mô tả đầy đủ phân phối xác suất của một biến ngẫu nhiên giá trị thực X. Với mỗi số thực x, hàm phân phối tích lũy được định nghĩa như sau:
{\displaystyle F(x)=\operatorname {P} (X\leq x),}
trong đó vế phải biểu diễn xác suất mà biến ngẫu nhiên X lấy giá trị nhỏ hơn hay bằng x. Do đó, xác suất X nằm trong khoảng [a, b] là F(b) − F(a) nếu a < b. Theo quy ước, chữ F hoa được dùng cho hàm phân phối tích lũy, còn chữ f thường được dùng cho hàm mật độ xác suất và hàm khối xác suất.
Lưu ý rằng trong định nghĩa trên, dấu "nhỏ hơn hay bằng" ('≤') có thể được thay bằng dấu "nhỏ hơn" ('<'). Việc đó sẽ cho ra một hàm khác, nhưng hàm nào trong hai hàm đó cũng đều dễ dàng thu được từ hàm kia. Vấn đề cần nhớ là không nên dùng lẫn lộn hai kiểu trên, vì việc đó sẽ dẫn đến kết quả sai. Tại các nước nói tiếng Anh, người ta hầu như luôn luôn sử dụng quy ước dùng dấu "nhỏ hơn hay bằng" ('≤') thay vì dấu "nhỏ hơn" ('<').
"Xác suất điểm" (point probability) mà X có giá trị bằng đúng b là
{\displaystyle \operatorname {P} (X=b)=F(b)-\lim _{x\to b^{-}}F(x)}

## Liên hệ với hàm mật độ xác suất
Một hàm phân phối tích lũy F(t) tương ứng với một hàm mật độ xác suất f(x) là:
{\displaystyle F(t)=\int _{-\infty }^{t}\,f(x)\,dx}

## Biến ngẫu nhiên
Một biến ngẫu nhiên, x, tuân theo hàm phân phối tích lũy F(x) có liên hệ với biến ngẫu nhiên đều y trong khoảng [0,1] thông qua công thức:
x == F-1(y)
trong đó F−1(y) là hàm ngược của F(x).